# Независимая партия Турции
Независимая партия Турции (сокр. НПТ, тур. Bağımsız Türkiye Partisi, сокр. BTP) — националистическая политическая партия в Турции, основанная 25 сентября 2001 года профессором доктором Хайдаром Башем. Флаг красный с белым полумесяцем, который окружён кольцом белых звезд. Набрала 0,5 % голосов на выборах в парламент 2002 и 2007 годов.

## Основные положения партийной программы
НПТ отстаивает парламентаризм, построенный на ценностях демократии и свободы, поддерживает принципы и реформы Ататюрка, а также действует в рамках существующей Конституции и законов. Политическую деятельность рассматривает как средство служения стране и нации.
Превыше всего ставит целостность страны и нации, социальное согласие и взаимопонимание.
Положение государства
Государство должно, в первую очередь, обеспечивать единство нации, общественное спокойствие и взаимопонимание.
Партийная программа предусматривает реализацию принципов «социального государства» и «социальной справедливости».
Прежде всего, государство сосредоточится на таких основных вопросах как внутренняя и внешняя безопасность, справедливость, образование и здравоохранение.
В макроэкономическом плане приоритет должен быть отдан инфраструктурным проектам, а в других сферах следует стимулировать и поощрять частную инициативу, предпринимательство.
В социально-правовом плане государство обязано регулировать, поощрять и направлять такие виды деятельности и услуг как обеспечение занятости, образование и обучение, решение жилищного вопроса и индустриализации.

## Основные подходы к решению вопросов
Основной тезис — человек во главе всего. Все решения должны исходить из интересов человека. Человек должен быть завоеван во благо себя и все действия должны выполняться в этом направлении. Решения к каждой проблеме следует искать в
рамках предмета и существующих условий. В решении любой проблемы наряду со знанием, способностями, планом и программой лежит и благое намерение, искренность, честность, уважение и человеколюбие.

## Основные подходы в экономике и внешней политике
Для того, чтобы Турецкая Республика стала сильной и авторитетной региональной державой, во внешней политике необходимо активно следовать принципу Мустафы Кемаля Ататюрка: «Мир в  мир во всем мире».
```
Модели Национальной Экономики и тезисы   государства профессора 
Хайдара Баша
.
```

Турция, исходя из собственных интересов и соблюдая международное геополитическое равновесие, будет сотрудничать со всем миром в экономической, промышленной, научной и иной сферах.
Необходимо развивать любые дипломатические, экономические, политические и культурные связи со странами, которые не вынашивают планов по эксплуатации и оккупации турецкой нации и Турции.
Партия Независимой Турции имеет филиалы в 81 области Турецкой Республики.